# Jeton Shaqiri
Jeton Shaqiri (mac. Јетон Шаќири; ur. 17 marca 1987 w Strudze) – północnomacedoński polityk i ekonomista narodowości albańskiej. Pełnił funkcję ministra społeczeństwa informacyjnego i administracji (2020–2022) oraz ministra edukacji i nauki (od 2022).

## Życiorys
Pobierał naukę podstawową i średnią w rodzinnej Strudze, a w 2008 roku ukończył studia ekonomiczne na Państwowym Uniwersytecie w Tetowie. Odbył następnie dwuletnie studia magisterskie z ekonomii na Międzynarodowym Uniwersytecie w Strudze. W 2016 roku obronił doktorat na Uniwersytecie Tirańskim.
W latach 2008–2013 pełnił funkcję asystenta na Międzynarodowym Uniwersytecie w Strudze, następnie przez 3 lata był adiunktem na tejże uczelni. Od 30 sierpnia 2020 do 16 stycznia 2022 pełnił funkcję ministra społeczeństwa informacyjnego i administracji, następnie objął funkcję ministra edukacji i nauki.
Deklaruje znajomość języka albańskiego, macedońskiego i angielskiego.